# Lars Elvstrøm
Lars Hugo Elvstrøm (født 18 februar 1949) er en tidligere dansk tennisspiller medlem af HIK Tennis og HRT.
Elvstrøm vandt i perioden 1971-1985 totalt 14 danske mesterskaber i tennis: ni i single, syv i herredouble  og otte i mixed double.
Elvstrøm har siden sin tid som aktiv professionel fungeret som klubtræner og underviser.